# Matts Arnberg (musikolog)
Alf Erik Martin (Matts) Arnberg, född 18 oktober 1918 i Ovansjö församling, Gävleborgs län, död 3 september 1995 i Sollentuna församling, Stockholms län, var en svensk radioproducent, musikolog och folkmusikforskare.
Arnberg studerade musikvetenskap och folklivsforskning vid Uppsala universitet, där han blev filosofie kandidat 1949. Han anställdes 1946 vid Radiotjänst, där han blev sektionschef 1955. Han ägnade sig framför allt åt inspelningar av folklig musiktradition i Sverige och Svenskfinland. Hans skapade en unik och ovärderlig samling som presenterats dels i en mängd radioprogram, dels på skivor. Merparten av de folkmusikinspelningar som Matts Arnberg gjorde finns idag tillgängliga via Svenskt visarkivs hemsida.

## Folkmusikintresset
Matts Arnberg hade sin bakgrund inom den klassiska musiken och hade inte ägnat folkmusiken något nämnvärt intresse när han fick Radiotjänsts uppdrag att direktsända en spelmansstämma i Visby midsommarhelgen 1948. Han berättade senare att han förhöll sig likgiltig till den officiella delen av spelmansstämman. Men när buskspelet tog vid, där spelmännen spelade under mindre formella former, blev upplevelsen för honom närmast chockartad: ”Det här var ju musik, musik med kvalitet, musik med substans – det hade jag aldrig upptäckt tidigare inom folkmusiken”.

## Inspelningsresor
Matts Arnberg gjorde, med start 1949, flera inspelningsresor för Radiotjänsts räkning i syfte att dokumentera repertoar och låtar hos ännu verksamma spelmän och vissångare. Inspelningarna användes även i radions programverksamhet. Den första resan gick till Dalarna. Under 1950- och 60-talen fortsatta Arnbergs inspelningsverksamhet sedan i övriga landet. Inspelningsresor gjordes även till Finland och Färöarna. Matts Arnberg var inte först med att göra inspelningsresor för Radiotjänsts räkning. Redan 1938 gjorde radions Sven Jerring tillsammans med musikforskaren Carl-Allan Moberg en inspelningsresa till estniska Runö med syftet att spela in folklig koralsång. Flera kulturhistoriskt intresserade reportrar vid radion som Olof Forsén, Lars Madsén och Qvitt Holmgren gjorde reportageresor runt om i landet där även spelmän och sångare spelades in som en del av miljöbeskrivningen.
Matts Arnbergs inspelningsresor intar dock en särställning, både i omfattning och genom sin målmedvetna inriktning på just folkmusiken. Inspelningsdokumentation av folkmusik hade inte tidigare gjorts i någon större omfattning i Sverige även om pionjärer som Yngve Laurell och Karl Tirén spelade in folkmusik redan på 1910-talet. De långa inspelningsresorna blev dock för omfattande för att rymmas inom Radiotjänsts verksamhet. Istället blev det Svenskt visarkiv som i slutet av 1960-talet fick det statliga uppdraget att planmässigt spela in visor och låtar inom det folkliga musikområdet i dokumentationssyfte.

## Radioprogram
Som radioproducent introducerade Matts Arnberg en ny typ av folkmusikprogram i radio. Fram till 1940-talets slut framfördes folkmusik i radio som regel av konstmusikaliskt utförda arrangemang och av skolade konstmusiker. Men från 1950 och framåt gjorde Matts Arnberg en typ av spelmansprogram där han presenterade mindre kända eller helt okända spelmän i inspelningar som han gjort vid sina resor i landet. Det blir ett slags spelmansporträtt där Arnberg berättade om spelmannens bakgrund och miljö och presenterar dennes låtar. 
I samarbete med Ulf Peder Olrog sändes 1952–1953 också en programserie om folkliga visgenrer – kärleksvisor, andliga visor, historiska visor, skämtvisor med mera – som sedan fick flera efterföljare under 1950- och 60-talen och 1958 sändes sex program om Den medeltida balladen. Mellan 1961 och 1962 sände Arnberg och Olrog en serie önskeprogram, Sjung visan för mig. En panel bestående av tre folkliga vissångare medverkade, som tillsammans hade en ansenlig repertoar. Dessa sångare var Lena Larsson från Bohuslän, Ulrika Lindholm från Jämtland och Svea Jansson från svenska Finland. Programledare var Arnberg och Olrog. Programmen sändes med publik som fick önska gamla visor som de tre kvinnorna kunde sjunga. Under rubriken Så lät det förr producerade Arnberg under en följd av år på 1960-talet en mängd program om folkliga visor och låtar – program som byggde på inspelningar i folkmusiksamlingen. Utöver de inspelningar som gjorts under inspelningsresorna engagerades även spelmän för särskilda program.
Matts Arnberg gav också stort utrymme åt spelmanslagen i radion, som under 1940-talet växt fram som en ny och populär samspelsform. Spelmanslagen var ett sätt att presentera folkmusik för lyssnarna i en mera lättillgänglig form men som samtidigt var något annorlunda jämfört med de konstmusikaliskt präglade arrangemang av folkmusik som tidigare dominerat radions folkmusiksändningar. Under 1960-talet utökades radions musikavdelning med ytterligare en folkmusiktjänst, utöver Matts Arnbergs, och folkmusiken blev en alltmer integrerad del av musikutbudet.

## Skivutgåvor
På Matts Arnbergs initiativ gav Radiotjänst ut ett flertal skivor med folkmusik under 1950- och 60-talen. I en första omgång producerade Arnberg ett 30-tal 78-varvsskivor med folkmusik mellan 1949 och 1953. Den första skivan var med Rättviks spelmanslag, vars inspelning av Gärdeby gånglåt blev en succé. Skivan blev en försäljningsframgång som bidrog till en fortsatt utgivning av folkmusik på skiva.
De flesta skivorna innehöll mest spelmansmusik från Dalarna, men spelmän från Skåne, Gotland, Uppland och Hälsingland fick också plats i serien. Bland de tidigaste 78-varvsskivorna fanns också ett par som presenterade en annan typ av folkmusik än spelmansmusiken. En skiva innehöll vallmusik som användes i arbetet på fäbodarna, med bland annat kohorn, bockhorn och näverlur och en annan med de litet ovanligare instrumenten säckpipa och spelpipa, spelade av Ture Gudmundsson. På skivan med vallmusik fanns också de i folkmusiksammanhang legendariska Transtrandskulningarna med Karin Edvardsson Johansson och Elin Lisslass som spelades in hösten 1948. Inspelningen skedde via telefonledning från Dalarna till Stockholm. Dessa inspelningar kom att betyda mycket för forskningen kring fäbodmusiken och lockropen. På tre skivor publicerades också dalakoraler, folkliga varianter av psalmsång, insjungna av Kammarkören och instuderade av Eric Ericson. Koralerna var här unisont framförda, vilket tidigare inte var särskilt vanligt i körsammanhang.
På 1960-talet svarade radion för tre stora grammofonutgåvor med folkmusik. Samtliga tre kan sägas vara epokgörande i sitt slag, eftersom inget liknande hade givits ut tidigare i Sverige eller ens i Norden. 1962 publicerades Den medeltida balladen – fyra LP-skivor samt en bok med kommentarer av Matts Arnberg, Ulf Peder Olrog, Karl Ivar Hildeman, Sture Bergel och Nils L Wallin. Tre av LP-skivorna innehåller traditionsinspelningar av ballader och den fjärde upptar en rekonstruktion av balladdans med sång av musikstuderande vid Folkliga musikskolan i Ingesund. Skivan Locklåtar och musik på horn och pipa gavs ut 1966. Den innehöll de tidigare utgivna inspelningarna med fäbodmusik från Dalarna, men här ingick även lockrop och vallåtar från ett större geografiskt område med fäboddrift. Här presenterades också för första gången sälgflöjt på skiva, ett instrument som man länge trodde var utdött i Sverige. 1969 kom så radions dittills största skivsatsning, Jojk - En presentation av samernas musik på sju LP-skivor med tillhörande bok. Detta var första gången samernas musik gjordes tillgänglig på grammofon i Sverige, och eftersom det var fråga om en relativt okänd sångkonst som var svårtillgänglig för många satsade radion på en utförlig presentation av materialet. Till de sju skivorna följde en bok på drygt 300 sidor med reseberättelse, texter och kommentarer på både svenska och engelska. För utgåvan svarade Matts Arnberg, Håkan Unsgaard och Israel Ruong. Fältarbetet gjordes vid två inspelningsresor 1953 men det dröjde 15 år innan jojkinspelningarna publicerades.
Matts Arnberg fortsatte att producera folkmusikskivor för Sveriges Radios räkning under 1970-talets första år, men samtidigt innebar ett nyväckt folkmusikintresse )(den s.k. folkmusikvågen) att både nystartade och etablerade skivbolag började ge ut folkmusik på skiva. Flera av Sveriges Radios folkmusikskivor har senare återutgivits av Caprice Records i serien Musice Sveciae: Folk Music In Sweden. De första skivutgåvorna från 1948–1953 går nu också att lyssna på webben via Svenskt visarkivs katalog över Sveriges Radios folkmusikinspelningar.

## Priser och utmärkelser
Matts Arnberg blev riksspelman 1950 och tilldelades Zornmärket i guld 1954. År 1962 tilldelades han tidningen Expressens musikpris Spelmannen och blev 1982 filosofie hedersdoktor vid Stockholms universitet.